# Harmony Samuels

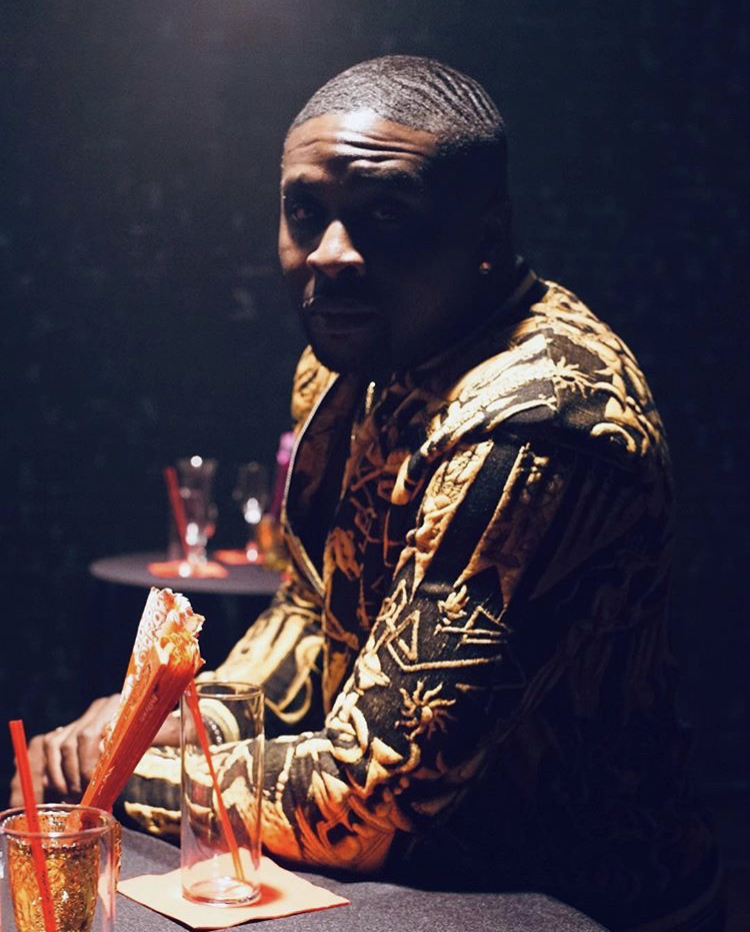
Harmony Samuels

Harmony David Samuels, född 16 maj 1980, är en brittisk låtskrivare och musikproducent. 
Samuels har skapat flera hits åt artister som Ariana Grande, Chip,  Fantasia, Chris Brown, Keyshia Cole och Ne-Yo.

## Utvald diskografi
- Chip - "Champion"
- Jennifer Hudson - "Think Like a Man"
- Keyshia Cole - "Enough of No Love"
- Chris Brown - "Say It With Me"
- Brandy - "Without You"
- Ne-Yo - "Don't Make 'em Like You"
- Fantasia - "Lose to Win"
- Fantasia - "Without Me"
- Ariana Grande - "The Way"